# Szemietawa
Szemietawa (biał. Шэметава; ros. Шеметово, Szemietowo) – wieś na Białorusi, w obwodzie mińskim, w rejonie smolewickim, w sielsowiecie Piekalin. W 2009 roku liczyła 37 mieszkańców.